# Алекси, Янко
Янко Алекси (словац. Janko Alexy; 25 января 1894, Липтовски-Микулаш — 22 сентября 1970, Братислава) — словацкий и чехословацкий художник, журналист, писатель, публицист. Народный художник ЧССР.
Основатель школы словацкого гобелена.

## Биография
Родился в многодетной семье шорника. С 1919 года учился в Академия изобразительных искусств в Праге под руководством Влахо Буковаца. В 1920 году в течение полугода, получив стипендию, обучался в Париже. После работал в качестве преподавателя рисования в гимназии в Братиславе. С 1927 полностью посвятил себя творческой деятельности.
В 1930 году поселился в Мартине, жил в г. Пьештяны, в 1937 вернулся в Братиславу.
Активно участвовал в художественной жизни, пропагандировал новое словацкое искусство, способствовал организации в 1932 колонии художников в Пьештянах, занимался декоративно-прикладным и монументальным искусством.
Проведя почти полжизни в провинции, был тесно связан со словацкой средой. Наивно-добрый, умиротворенно-идиллический взгляд на деревню в его творчестве в конце 1930-х годов сменяется трагически экспрессионистским образом города, который затем, в более спокойном и тематически разнообразном послевоенном творчестве художника остается надолго.
Ему принадлежат около 1300 картин маслом, пастелью, темперой и рисунков, созданных под вдохновением народного искусства, легенд и пейзажей Словакии. В 1950-е годы осуществил ряд проектов в области архитектуры и гобеленов. Сыграл важную роль в реконструкции Братиславского замка, создал проект витражей для Церкви святого Иштвана в Пьештяни.
Был одним из основателей словацкого современного искусства и организатором культурной жизни страны.

## Литературное творчество
Автор многих романов, воспоминаний и важной для истории словацкого искусства публикации «Судьбы словацких художников» (1948).

## Избранные произведения
- 1924 — Jarmilka
- 1928 — Grétka (сборник рассказов)
- 1930 — Veľká noc (сборник рассказов)
- 1932 — Na voľnej vôľuške
- 1935 — Hurá
- 1936 — Už je chlap na nohách
- 1940 — Zlaté dno
- 1942 — Dom horí
- 1946 — Zabudnutý svet (Избранная проза)
- 1948 — Osudy slovenských výtvarníkov
- 1949 — Profesor Klopačka
- 1956 — Život nie je majáles
- 1956 — Ondrejko
- 1957 — Ovocie dozrieva
- 1970 — Tam ožila sláva

## Память
- К 100-летию со дня рождения Янко Алекси в Словакии выпущена юбилейная монета в 200 крон 1994 года.